# Сетяля, Хельми
Анни Хельми Сетяля (фин. Anni Helmi Setälä, в девичестве Крон нем. Krohn; 31 октября 1871, Гельсингфорс, Великое княжество Финляндское — 18 октября 1967, Хельсинки, Финляндия) — финская писательница, переводчица, редактор и литературный критик, супруга профессора Эмиля Сетяля.

## Биография
Родилась 31 октября 1871 года в Гельсингфорсе (ныне Хельсинки) в Великом княжестве Финляндской. В 1891 году вышла замуж за лингвиста, профессора Гельсингфорского университета Эмиля Сетяля. Брак закончился разводом в 1913 году.
Свой путь в литературе начала с сентиментальных любовных рассказов. Писала в основном биографии, но также и произведения для детей. Работала как во входившем в состав Российской империи Великом княжестве Финляндском, так и в независимой Финляндии. Значительная часть её произведений относится к детской литературе.
За свою жизнь, помимо собственного творчества, перевела более 200 произведений зарубежной литературы, включая произведения Редьярда Киплинга, сказки братьев Гримм и так далее. Некоторые свои произведения издавала под настоящим именем, некоторые же — под псевдонимом Анни Курки.
С 1907 по 1935 год сотрудничала в редакции детского журнала «Pääskysen» («Ласточка») (при этом в 1909—1910 годах была главным редактором), в 1912—1919 годах работала в книгоиздательстве «Otava» («Большая Медведица»). В 1928 году встретилась в Лондоне с Артуром Конан Дойлем и увлеклась от него спиритизмом; по возвращении в Финляндию пыталась популяризировать спиритизм, издавать литературу по данному направлению и устраивала у себя дома спиритические сеансы.
Среди наиболее известных ранних её произведений известны повести «Kansan Seassa» (1902; «Среди народа»), «Surunlapsi» (1905, «Дитя скорби») и «Mennyt päivä» (1906, «Минувшие дни»), которые согласно оценке ЭСБЕ, «при крайней несложности содержания отличаются глубоким психологическим анализом и свидетельствуют о большом литературном таланте». Эти произведения пользовались успехом у финских читателей и были переведены на шведский язык. К числу более поздних её произведений, обращённых к детской аудитории, относятся сказки «Olipa kerran» (1936, «Однажды») и «Kultainen sydän» (1938, «Золотое сердце»).